# Sant’Agostino (Tirano)

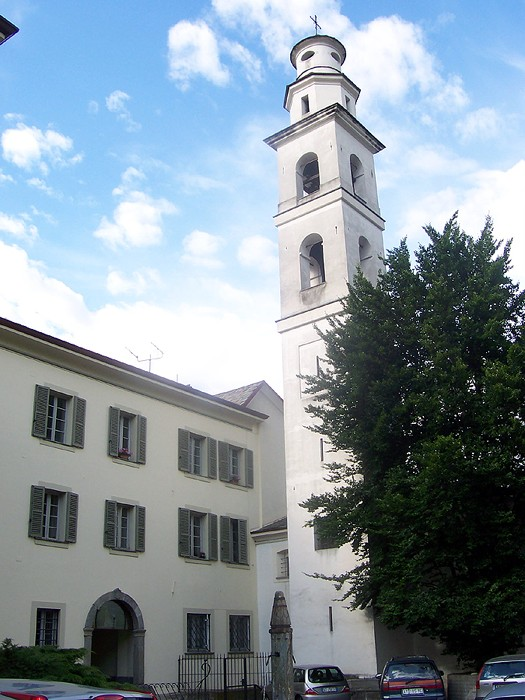
Turm der Kirche Sant’Agostino in Tirano

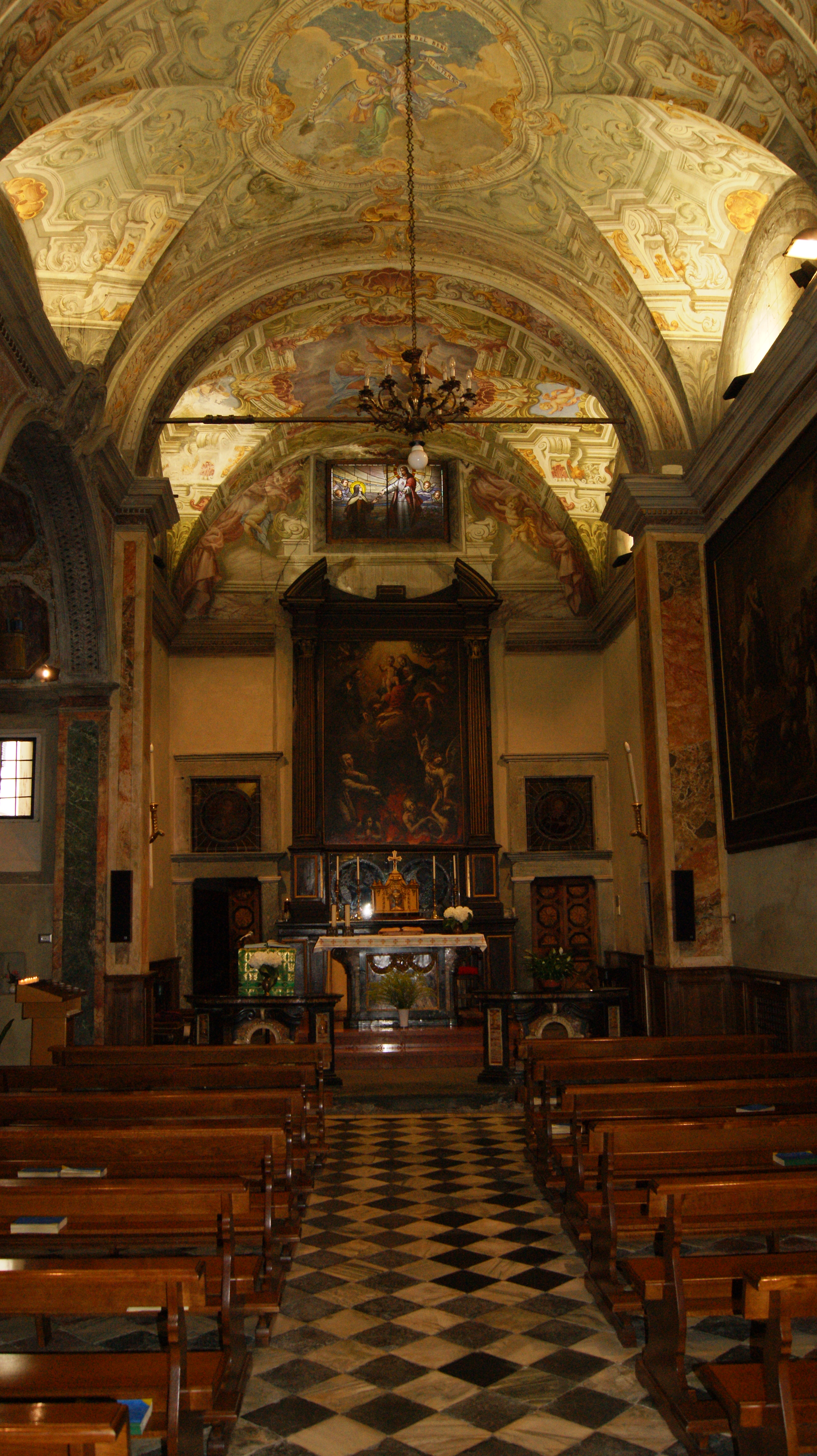
Innenraum der Kirche

Chiesa Sant’Agostino  (dt.: Kirche Sankt Augustin) ist eine römisch-katholische Kirche im Ortszentrum von Tirano in der italienischen Provinz Sondrio, Region Lombardei. Die Kirche gehört zur Kirchenregion Lombardei, dem Bistum Como, und ist dem heiligen Augustin gewidmet.
Die Kirche Sankt Augustin ist baulich ein Teil des Palazzo Marinoni (heute das Rathaus von Tirano) und steht an der Ecke der Straße Via XX Settembre und der Via Sant’Agostino auf etwa 450 m. ü. M. nicht weit von der Adda mitten in der Altstadt. Ursprünglich war die Kirche Teil eines Augustiner-Klosters. Die heutig sichtbare Kirche wurde vermutlich auf den Fundamenten einer früheren Augustinerkirche erbaut.
Das Bauwerk ist außen schlicht. Innen ist es im Stil des Barock üppig ausgeführt. Das Altarbild stammt aus dem 17. Jahrhundert von G. Gaioni. Es befinden sich auch einige Gemälde aus dem 17. Jahrhundert, die Episoden aus dem Leben des hl. Nikolaus von Tolentino zeigen.
Die Kirche wird immer noch gottesdienstlich genutzt.